# Опарин, Александр Яковлевич
Алекса́ндр Яко́влевич Опа́рин (28 февраля 1948, дер. Прохорята, Кировская область — 17 мая 1982, Панджшерское ущелье, Афганистан) — воин-интернационалист, майор, заместитель по политической части (замполит) командира 191-го отдельного мотострелкового полка 40-й армии Краснознамённого Туркестанского военного округа. Погиб при выполнении боевого задания в районе Пандшерского ущелья Афганистана. За проявленные в бою героизм и мужество награждён орденом Ленина и званием Героя Советского Союза (посмертно).

## Биография
Александр Опарин родился 28 февраля 1948 года в деревне Прохорята в крестьянской семье. По национальности русский. В 1958 году семья Опариных переехала жить в город Нововятск (ныне Нововятский район Кирова). В Нововятске Александр окончил 11 классов средней школы № 62 в 1966 году. В 1966—1967 годах работал токарем на Нововятском механическом заводе.
В Вооружённых Силах СССР с 1967 года. В 1967 — 1970 годах обучается в Московском военном училище гражданской обороны. В 1972 году вступает в КПСС. В 1973 году оканчивает Центральные курсы усовершенствования политического состава (политсостава). Занимал должности командира механизированного взвода полка гражданской обороны (ГО), секретаря комитета ВЛКСМ учебного батальона, помощника начальника политического отдела (политотдела) по комсомольской работе, заместителя командира учебного батальона по политической части, замполита мотострелкового полка.
С 1980 года в составе ограниченного контингента советских войск в Афганистане. Служил в 1980 — 1981 годах в 860-м отдельном мотострелковом полку (860 омсп), затем в 191 омсп. Участвовал в 39 боевых операциях, за что в январе 1981 года был удостоен ордена Красной Звезды. 17 мая 1982 года командовал подразделением в операции в районе Пандшерского ущелья. Во время выполнения операции группа военнослужащих попала в окружение, закрепилась на высоте и вела бой. Опарин был несколько раз ранен, но продолжал руководить выходом солдат из окружения. Был убит снайперской пулей.
Похоронен на кладбище «Сошени» Нововятского района города Кирова.

## Память
- В 1982 году Александр Яковлевич Опарин навечно зачислен в списки личного состава 4-й роты курсантов Московского высшего командного училища дорожных и инженерных войск, ныне Военно-технический университет Министерства обороны Российской Федерации.
- За проявленные героизм и мужество в 1985 году Александру Опарину было присвоено звание Почётного гражданина города Нововятска.
- Именем Опарина названа одна из улиц Нововятского района города Кирова.
- Средней общеобразовательной школы № 62 города Нововятск в 1984 году присвоено имя Героя, на здании школы установлена мемориальная доска.
- В память об А. Я. Опарине в Кирове каждый год проводится всероссийский турнир по боксу.
- Имя Александра Опарина носит «Кировский кадетский корпус имени Героя Советского Союза Александра Яковлевича Опарина», открытый в 2017 году на станции Просница.

## Комментарии
1. ↑  Деревня Прохорята (Опаринский) входила в состав Опаринского сельсовета Татауровского района, затем — в состав Зоновского сельсовета Верхошижемского района; не сохранилась[1].